# Säkularinstitut Cruzadas de Santa María
Das Säkularinstitut Cruzadas de Santa María (es.: Instituto Secular Cruzadas de Santa María, Abkürzung: ISCSM) ist ein weibliches römisch-katholisches Institut des geweihten Lebens. Nach dem Kirchenrecht ist es ein Institut päpstlichen Rechts und wurde 1960 in Spanien gegründet. Gründer sind der spanische Jesuit Tomás Morales und die jetzige Generalleiterin Lydia Jiménez.

## Geschichte
Pater Tomás Morales SJ gründete 1960 gemeinsam mit Lydia Jiménez eine Gemeinschaft im Geiste des Aufbruchs vor dem Zweiten Vatikanischen Konzil, die sich für die Neuevangelisierung der Gesellschaft einsetzen sollte. 1965 wurde sie zu einer Vereinigung von Gläubigen umgestaltet und 1989 bischöflich als ein Institut des geweihten Lebens anerkannt. Im Jahre 2000 erhielt es den kirchenrechtlichen Status eines Säkularinstituts päpstlichen Rechts.

## Organisation
Weltweit ist das Säkularinstitut Cruzadas de Santa María in Spanien, Mexiko, Chile, Peru, Kolumbien, Kuba, Kamerun, Italien, Deutschland und Irland vertreten. Das Generalat hat seinen Sitz in der spanischen Zentrale in Madrid.

### Familia de Santa Maria
Das Säkularinstitut der Cruzadas de Santa Maria ist der Kern der „Familia  de Santa María“. Als weitere Zweige entstanden:
- Die apostolische Jugendbewegung „Milicia Mariens“[1], sie will Jugendlichen eine fundierte und geistliche Ausbildung anbieten. Die ganzheitliche christliche Pädagogik ist für alle Berufungen offen und bietet Gruppenstunden, Studienzirkel, Exerzitien, Wallfahrten und Sportfreizeiten an.
- Das „Institut Berit für Familien“[2] wurde am 8. Oktober 1998 in Madrid gegründet und konnte seitdem viele weitere Niederlassungen in Europa, Amerika und Afrika eröffnen. Das Familieninstitut Berit ist ein Zentrum für Bildung, Hilfestellung und ein allgemeiner Ort von Veranstaltungen für Familien.  In Santiago de Chile,   ist es an die juristische Fakultät der Universität Santo Tomas[3] angeschlossen.
- Die „Priestergemeinschaft Pater Tomás Morales“[4] für Diözesanpriester wurde am 1. Oktober 2004 als internationale Gemeinschaft in München gegründet. Die Weltpriester wollen mit der Verbindung zum Säkularinstitut für die Mitglieder eine geistliche Stütze sein. Sie setzen sich gemeinsam für eine theologische Fortbildung ein und fördern Jugendliche, Ehen und Familien, Studenten und Seminaristen.

### Deutschland
In Deutschland hat die Gemeinschaft 16 Mitglieder und je eine Niederlassung in München (1991) und Bonn (2004). In München leitet das Institut seit 2000 das katholische Studentinnenheim Haus St. Benedikt und in Bonn das Katholische Studentinnenwohnheim Haus St. Teresa.
Leiter und Gründer der deutschen Priestergemeinschaft in München ist Christoph Ohly aus der Erzdiözese Köln.

## Lebensform
Wie allen Säkularinstituten zu Eigen wollen die Mitglieder ein gottgeweihtes Leben inmitten der Welt führen. Sie wollen unerkannt und ohne besondere Erkennungszeichen leben. Die Mitglieder leben in kleinen Gemeinschaften und gehen ganz gewöhnlich ihrem Berufsleben nach. Sie streben ein Leben im Sinne der Mutter Gottes Maria an. Ihre Arbeitsschwerpunkte liegen im Erziehungs- und Bildungswesen, weshalb auch die Berufsgruppe der Erzieher und Lehrer stark vertreten ist. Die Angebotspalette umfasst Exerzitien, Einkehrtage, Gottesdienste, Zeltlager und Freizeiten für junge Familien und Paare. Monatlich wird ein Treffen für Priester und Seminaristen angeboten.